# أشجار النخيل في الثلج
أشجار النخيل في الثلج (بالإسبانية:  Palmeras en la nieve)‏ هو فيلم دراما رومانسي إسباني مبني على رواية تحمل نفس الاسم للكاتب لوز غاباس. الفيلم من بطولة ماريو كاساس، بيرتا فاسكيز، أدريانا أوجارت، ماكارينا غارسيا وآلان هيرنانديز.

## روابط خارجية
- أشجار النخيل في الثلج على موقع IMDb (الإنجليزية)
- أشجار النخيل في الثلج على موقع روتن توميتوز (الإنجليزية)
- أشجار النخيل في الثلج على موقع نتفليكس (الإنجليزية)
- أشجار النخيل في الثلج على موقع قاعدة بيانات الأفلام العربية
- أشجار النخيل في الثلج على موقع ألو سيني (الفرنسية)
- أشجار النخيل في الثلج على موقع فيلمافينيتي (الإسبانية)
- أشجار النخيل في الثلج على موقع قاعدة بيانات الفيلم (الإنجليزية)
- أشجار النخيل في الثلج على موقع ليتربوكسد (الإنجليزية)
- أشجار النخيل في الثلج على موقع كينوبويسك (الروسية)

لم يتم العثور على روابط لمواقع التواصل الاجتماعي.